# Тупанси
Тупанси (порт. Tupãssi) — муниципалитет в Бразилии, входит в штат Парана. Составная часть мезорегиона Запад штата Парана. Входит в экономико-статистический микрорегион Толеду. Население составляет 7419 человек на 2006 год. Занимает площадь 310,912 км². Плотность населения — 23,9 чел./км².

## Статистика
- Валовой внутренний продукт на 2003 год составляет 126 190 338,00 реалов (данные: Бразильский институт географии и статистики).
- Валовой внутренний продукт на душу населения на 2003 год составляет 16 403,27 реалов (данные: Бразильский институт географии и статистики).
- Индекс развития человеческого потенциала на 2000 год составляет 0,809 (данные: Программа развития ООН).